# Docta ignorantia
Docta ignorantia (lat. tudós tudatlanság) Hippói Szent Ágoston, illetve a skolasztika óta olyan (transzcendentális) megismerés, amely híján van bizonyos tudásigényeknek.
Szent Ágoston: »Est ergo in nobis quaedam, ut dicam, docta ignorantia, sed docta spiritu dei, qui adiuvat infirmitatem nostram« (Epist. ad Probam 130, c. 15, § 28)  Areopagoszi Szent Dénes ugyanerre a sajátos tudásra az agnôstôs anatathêti (De myst. theol.c. 1, § 1) kifejezést használja.  Szent Bonaventura szerint »spiritus noster non solum efficitur agilis ad ascensum verum etiam quadam ignorantia docta supra se ipsum rapitur in caliginem et excessum«.
A fogalom kifejezett meghatározását Nicolaus Cusanusnál találjuk: »visio sine comprehensione, speculatio« (De docta ignor. I, 26) - amely olyan látást (belátást, látomást) jelent, amelyre nem logikai következtetés útján juthatunk. Eszerint az ember az isteni lényeg ismeretére nem juthat el azáltal, hogy egyre fokozza emberi tudását. Éppen ellenkezőleg azáltal, hogy spekulatív módon átlépi a racionalitás korlátait, amely az ú.n. „coincidentia oppositorum”-hoz, az ellentétek egységéhez vezet.